# والنتین مولداوسکی
والنتین مولداوسکی (روسی: Валенти́н И́горевич Молда́вский؛ زادهٔ ۶ فوریهٔ ۱۹۹۲) ورزشکار هنرهای رزمی ترکیبی و سامبوکار اهل اوکراین است. وی از سال ۲۰۱۴ میلادی تاکنون مشغول فعالیت بوده‌است.